# Condado de Bentheim
El Condado de Bentheim (Grafschaft Bentheim, bajo alemán Benthem) fue un estado del Sacro Imperio Romano Germánico, localizado en la esquina suroccidental de la actual Baja Sajonia, Alemania. Las fronteras del condado correspondían mayormente a las del moderno distrito administrativo (Landkreis) de Condado de Bentheim.

## Historia
El condado tuvo su primera existencia por c. 1050 d. C., aunque poco se conoce de su historia anteriora a 1115. Ese año, el condado pasó al Conde Otón, de la Casa de Salm. Su heredero e hija, la Condesa Sofía, contrajo matrimonio con el Conde Dirk VI de Holanda, y cogobernaron el condado hasta la muerte de Dirk en 1157. Sofía murió en 1176, y el título de conde pasó a su hijo Otón I. En 1263, Bentheim anexionó el Condado de Tecklenburg, y con el tiempo varias ramas de los condes de Bentheim anexionarían y adquirirían varios territorios en Rheda, Steinfurt, y los Países Bajos. En 1277, el Condado de Bentheim fue dividido en Bentheim-Bentheim (que contenía el Condado de Bentheim) y Bentheim-Tecklenburg (que contenía el Condado de Tecklenburg).
El primer Condado de Bentheim-Bentheim duró hasta 1530, cuando su línea su extinguió y Bentheim fue concedido a Arnaldo II de Bentheim-Steinfurt. En 1544, Arnaldo oficialmente se convirtió al luteranismo, empezando un lento proceso de introducción de la Reforma en Bentheim y otros territorios que gobernaba. Sacerdotes protestantes fueron introducidos en Bentheim en el otoño de 1587. El año siguiente oficialmente Bentheim ganó una nueva constitución eclesial, que fue más tarde introducida en Tecklenburg (1589) y Steinfurt (1591). En 1613, el Conde Arnaldo Jobst de Bentheim-Steinfurt creó el Alto Consejo Eclesial para ayudar en la administración de los asuntos espirituales de Bentheim, así como la fundación de la Iglesia Reformada de Bentheim en los tres condados.
Cuando Arnaldo Jobst murió en 1643, el Condado de Bentheim-Steinfurt fue dividido en Bentheim-Steinfurt y Bentheim-Bentheim, el último comprendiendo el Condado de Bentheim. En 1753, el Condado de Bentheim fue confiscado por el elector de Hanóver. Ese año los Condes de Bentheim estuvieron hipotecados con el rey de Hanóver e Inglaterra.
Al fin del Sacro Imperio Romano Germánico, el Conde de Bentheim-Steinfurt y el Conde de Bentheim-Bentheim tenían cada uno un voto en la Asamblea del Círculo Imperial de Baja Renania-Westfalia. Como miembros del Colegio de Condes de Westfalia, estaban representados en el Consejo de Príncipes de la Dieta Imperial (Reichstag). Esta representación hacía a la Casa de Bentheim miembro de la Alta Nobleza alemana.
En 1803 la rama de Bentheim-Bentheim quedó extinta. En 1804 el Conde de Bentheim-Steinfurt hizo un trueque con el Gobierno de Francia. Pagó una fracción de la antigua deuda del Condado de Bentheim-Bentheim a Hanóver y obtuvo posesión del Condado de Bentheim a pesar de la protesta del Elector de Hanóver.
En julio de 1806, por el Acta de la Confederación del Rin, el Gran Ducado de Berg mediatizó los Condados imperiales de Steinfurt y Bentheim que pertenecían al Conde de Bentheim-Steinfurt. En 1808, el Gran Ducado de Berg mediatizó el Señorío (Herrschaft) de Rheda y el Condado de Hohenlimburg, posesiones independientes del Conde de Bentheim-Tecklenburg.
Bentheim fue anexionado por Francia en 1810 con el Reino de Holanda y ciertas regiones del noroeste de Alemania.
El Congreso de Viena (1814-1815) puso Steinfurt y Rheda bajo el señorío de Prusia, y Bentheim bajo el señorío de Hanóver. En 1817, el rey de Prusia concedió a los Condes de Bentheim-Steinfurt y Bentheim-Tecklenburg el título de Príncipe. Desde 1854, los Príncipes de Bentheim-Steinfurt y Bentheim-Tecklenburg eran miembros hereditarios de la Cámara Alta de Prusia.
En la actualidad, las todavía existentes de la Casa de Bentheim son príncipes Bentheim-Steinfurt con su sede en el castillo de Steinfurt (también dueños de la sede ancestral en el castillo de Bentheim) y los príncipes de Bentheim-Tecklenburg-Rheda con su sede en el castillo de Rheda (también dueños del castillo de Hohenlimburg Castle).

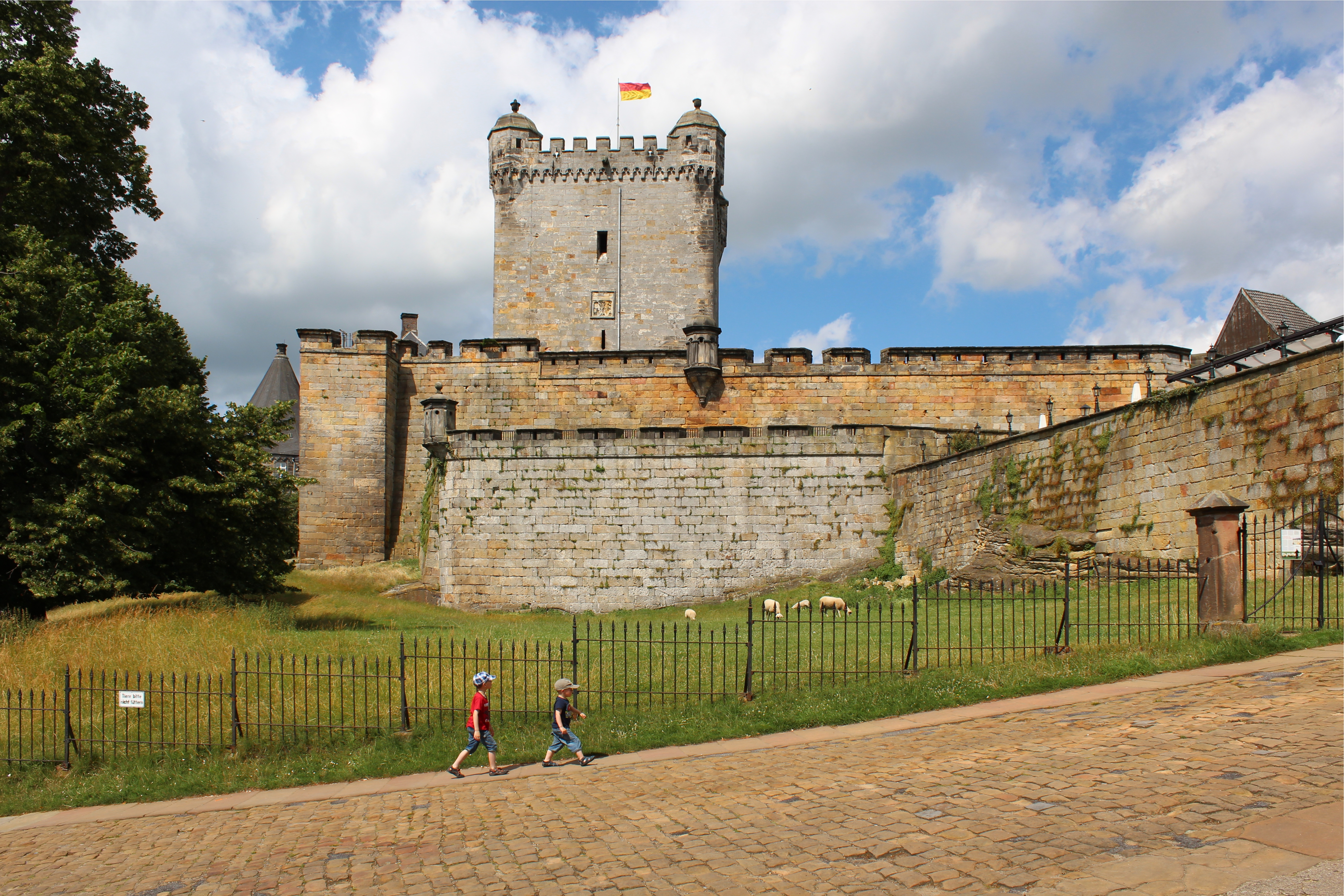
Castillo de Bentheim
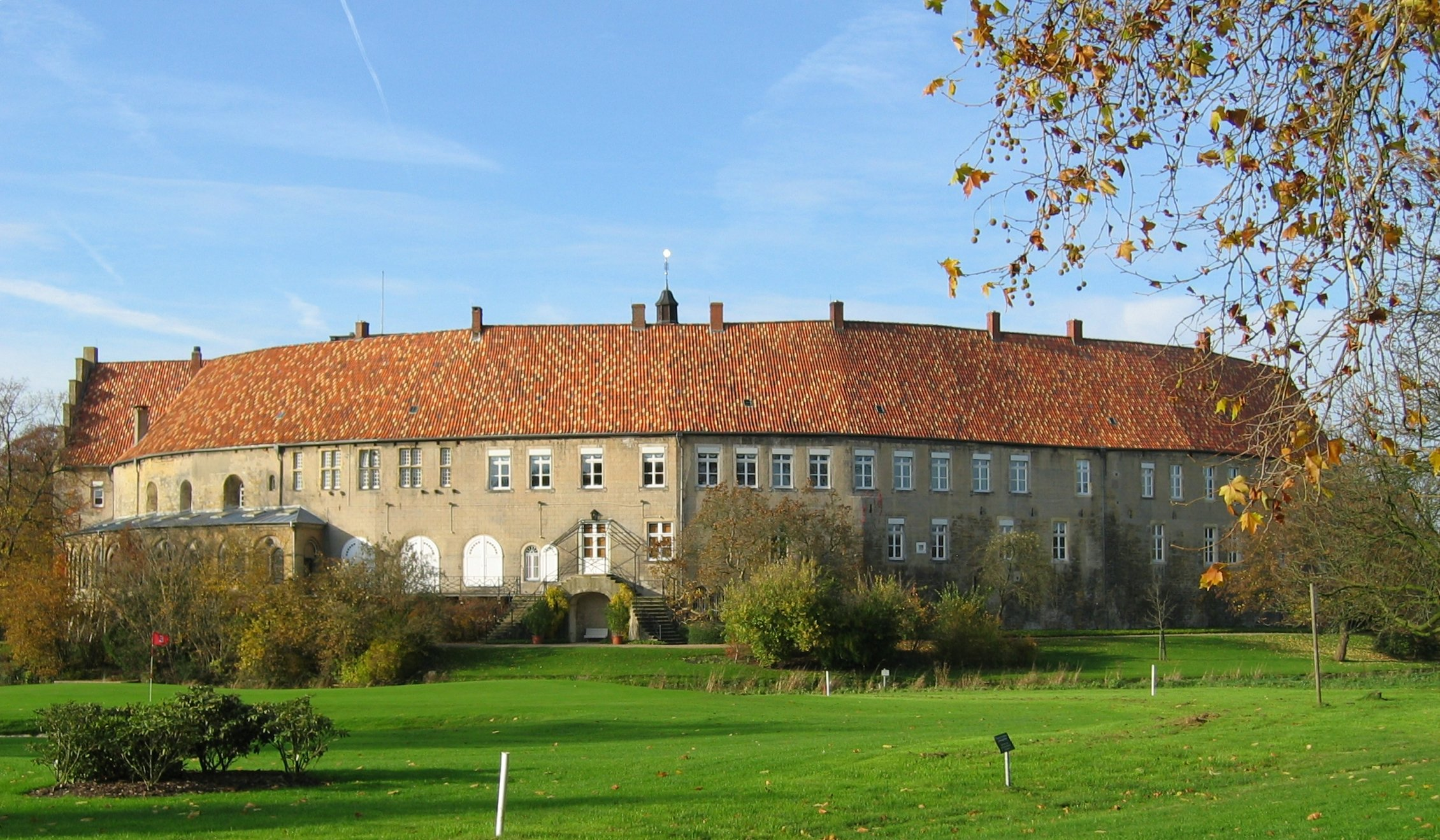
Castillo de Steinfurt
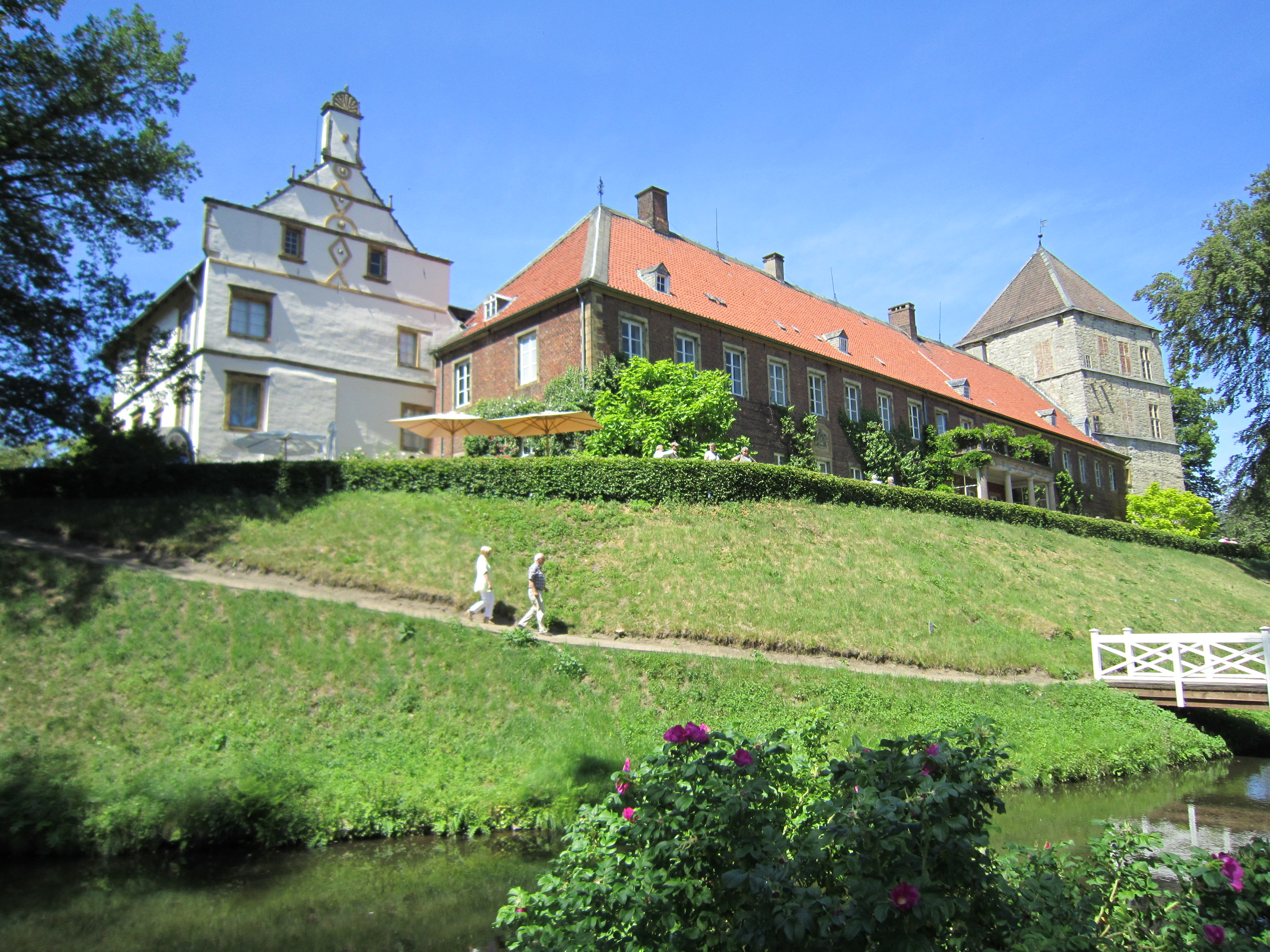
Castillo de Rheda
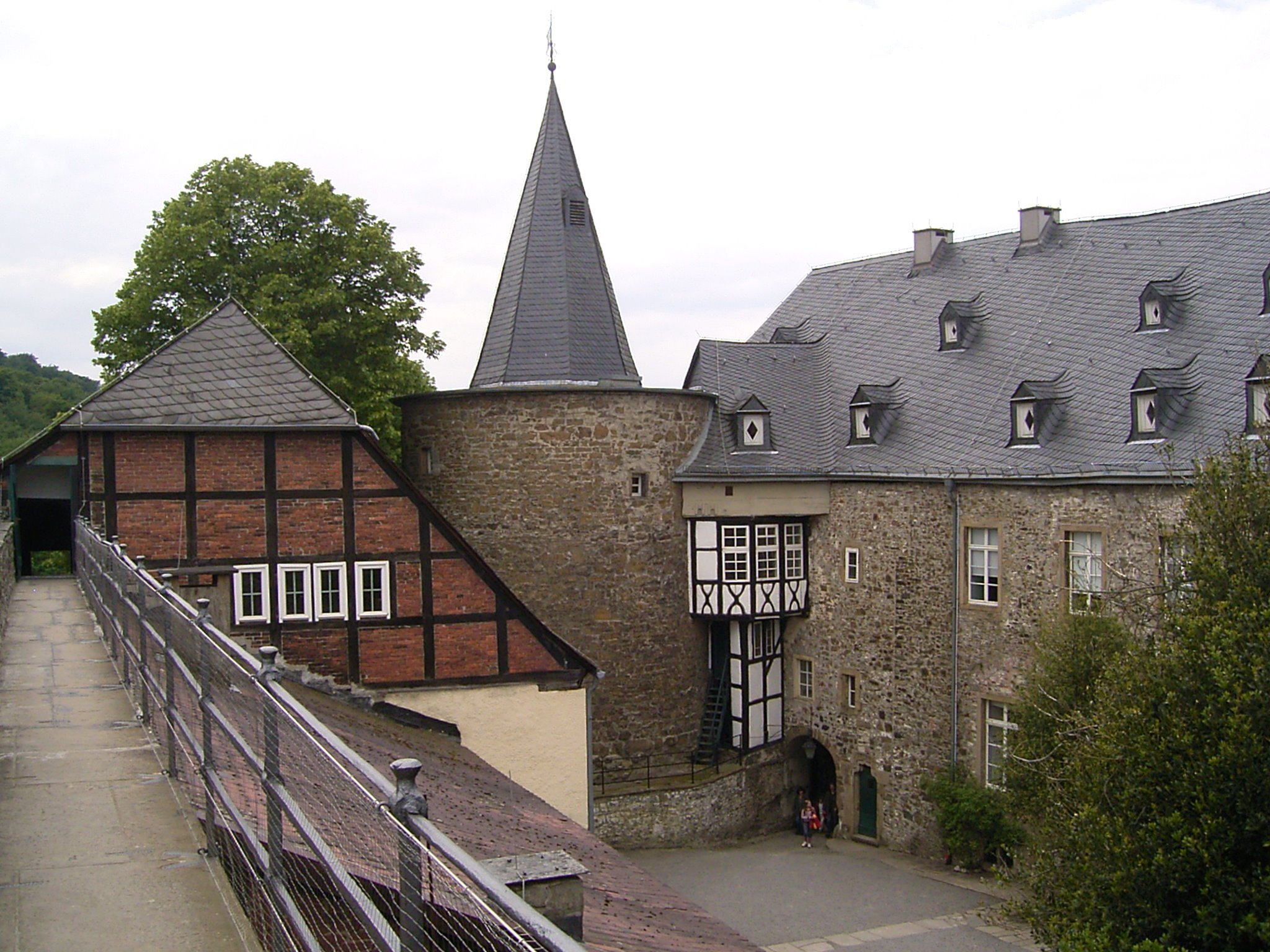
Castillo de Hohenlimburg

## Idioma
Aunque Bentheim es un condado alemán, el dialecto hablado, plattdeutsch, o "bajo alemán", es fuertemente influenciado por el idioma neerlandés.

## Estados de Bentheim
- Condado de Bentheim (c. 1050 - 1277)
- Condado de Bentheim-Alpen (1606-1629)
- Condado de Bentheim-Bentheim (1277-1530, 1643-1753, 1753-1803)
- Condado de Bentheim-Bentheim y Bentheim-Steinfurt (1803-1806)
- Condado de Bentheim-Limburg (1606-1632)
- Condado de Bentheim-Lingen (1450-1555)
- Condado de Bentheim-Steinfurt (1454-1803)
- Condado de Bentheim-Tecklenburg (1277-1557)
- Condado de Bentheim-Tecklenburg-Rheda (1606-1806)

## Legado
El moderno distrito (Landkreis) de Condado de Bentheim cubre aproximadamente el mismo territorio y toma su nombre del antiguo condado, así como continúa usando su escudo de armas.